# USS Kitty Hawk (CV-63)
La USS Kitty Hawk (CV-63), precedentemente nota come CVA-63, è una superportaerei della Marina degli Stati Uniti.
Era la seconda unità navale intitolata a Kitty Hawk, comune della Carolina del Nord dove avvenne il primo volo dell'aereo a motore dei fratelli Wright. La Kitty Hawk è stata la prima delle tre unità della classe Kitty Hawk e ultima a essere smantellata. Kitty Hawk fu anche l'ultima portaerei a petrolio a servire la Marina degli Stati Uniti.
La Kitty Hawk fu costituita dalla New York Shipbuilding Corporation, Camden, New Jersey, tra il 1956 e il 1960. La nave fu varata il 21 maggio 1960, sponsorizzata da Camilla F. McElroy, moglie del segretario alla Difesa Neil H. McElroy. La Kitty Hawk è stata varata direttamente in acqua inondando il suo bacino di carenaggio; il metodo tradizionale di scivolamento verso il basso fu escluso a causa della sua massa e del rischio che potesse colpire la costa di Filadelfia dall'altra parte del fiume Delaware.
La nave fu commissionata il 29 aprile 1961, al cantiere navale di Filadelfia, ed entrò in servizio al comando del Capitano William F. Bringle.

## Cronologia dei servizi

### Dal 1961 al 1964

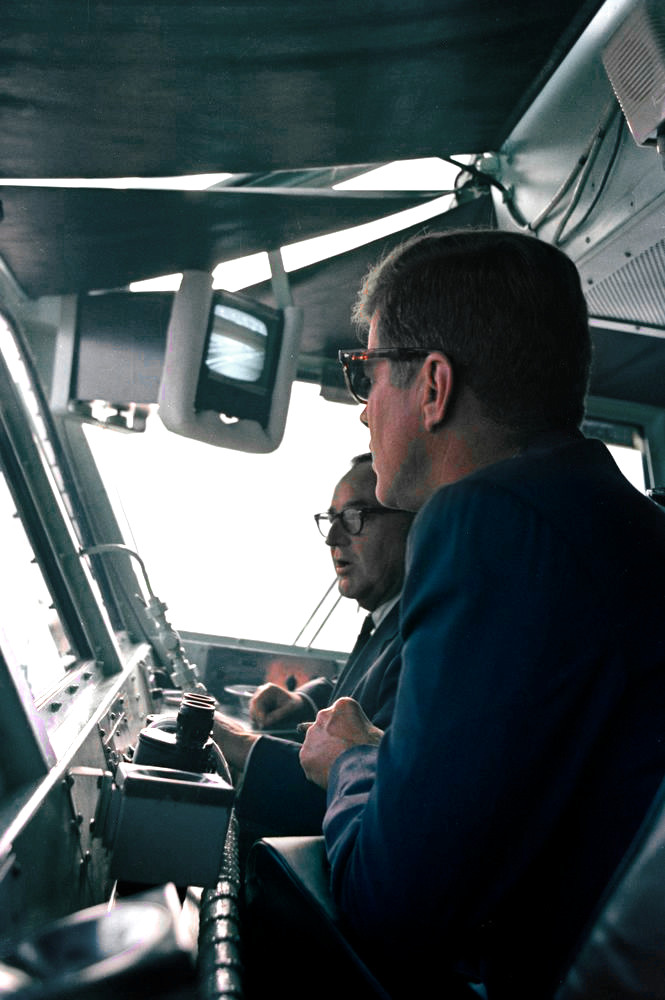
Il presidente Kennedy e il governatore della California Brown esaminano una dimostrazione di flotta a bordo della Kitty Hawk il 6 giugno 1963

La nave, dopo una breve tappa al porto di San Francisco nel novembre 1961, andò a unirsi alla Settima flotta della Marina Statunitense ricevendo il 7 ottobre 1962 il titolo di nave ammiraglia.
Dopo aver partecipato allo Show aereo della Aviation Week della Repubblica filippina, la Kitty Hawk uscì dal porto di Manila il 30 novembre 1962 e diede il benvenuto all'ammiraglio Harry D. Felt, comandante in capo della flotta del Pacifico degli Stati Uniti, per una dimostrazione delle moderne armi navali il 3 dicembre. La nave visitò Hong Kong all'inizio di dicembre e tornò in Giappone, arrivando a Yokosuka il 2 gennaio 1963.
In collaborazione con il comandante della divisione Carrier Seven, la Kitty Hawk eseguì diverse esercitazioni nel gennaio e febbraio 1963. Il 4 gennaio 1963, l'Operation Checkertail vide la Kitty Hawk e altre tre portaerei eseguire esercitazioni lanciando dai loro ponti numerosi aerei contro il comando di difesa aerea di Okinawa. Durante questi esercizi, la nave visitò Kobe, Beppu e Iwakuni prima di tornare a San Diego il 2 aprile 1963.
Il regista John Frankenheimer in quel periodo riprese a bordo della nave una scena del film Sette giorni a maggio; nella trama del film il consigliere del Presidente degli Stati Uniti si reca a Gibilterra ad incontrare il Comandante della forza navale americana a Gibilterra (VI flotta) sulla portaerei sede del suo comando.
Dopo una serie di esercizi di intercettazione che si estesero lungo la costa della California e al largo delle Hawaii, la Kitty Hawk salpò nuovamente per l'Estremo Oriente. Mentre si avvicinava al Giappone, il capitano apprese che un assassino aveva sparato al presidente Kennedy. Le bandiere erano a mezz'asta quando la nave entrò nel porto di Sasebo il 25 novembre 1963, il giorno del funerale del Presidente. Dopo aver navigato nel Mar Cinese Meridionale e aver raggiunto le Filippine, la nave è tornata a San Diego il 20 luglio 1964.

### Dal 1965 al 1972
La Kitty Hawk fu revisionata nei cantieri navali dello stretto di Puget, quindi eseguì numerose missioni di esercitazione lungo la costa occidentale. Salpò da San Diego il 19 ottobre 1965, per le Hawaii e da lì a Subic Bay, nelle Filippine, dove si preparò per le operazioni di combattimento al largo delle coste del Vietnam.

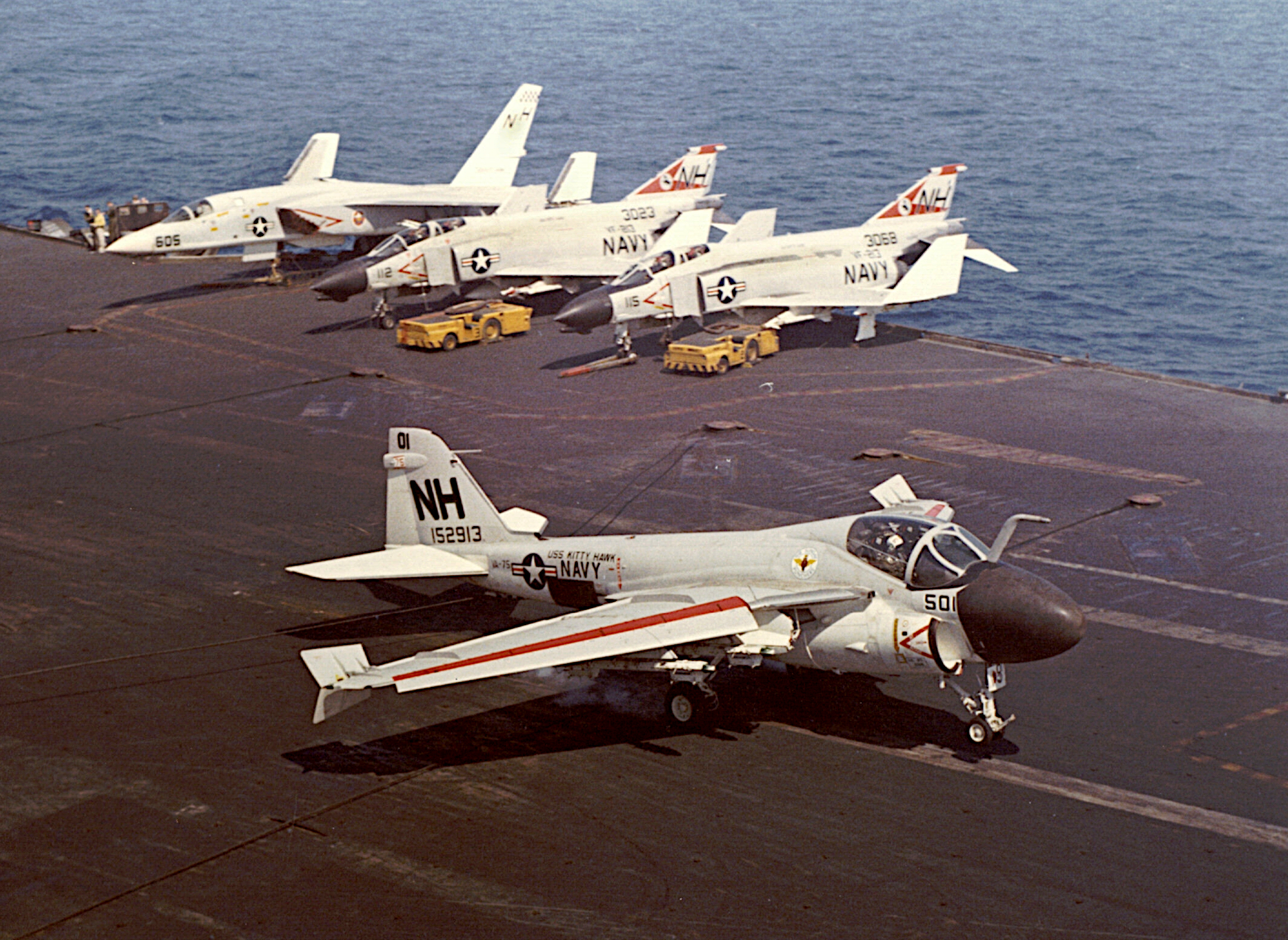
Un A-6 Intruder del VA-75 sul ponte della Kitty Hawk durante il suo dispiegamento nel 1967-68 in Vietnam

La Kitty Hawk ricevette la Presidential Unit Citation per un servizio eccezionalmente meritorio ed eroico dal 23 dicembre 1967 al 1º giugno 1968, che includeva l'offensiva Tet, mentre partecipava alle operazioni di combattimento nel sud-est asiatico, e l'Encomio meritorio dell'unità navale per un servizio eccezionalmente meritorio dal 15 gennaio 1969 al 27 agosto 1969 mentre partecipava alle operazioni di combattimento nel sud-est asiatico e alle operazioni di emergenza nel nord-est asiatico.
Alcune scene della commedia di Walt Disney del 1966, tenente Robin Crusoe, USN, furono girate a bordo della nave da guerra.
La Kitty Hawk tornò a San Diego nel giugno 1966 per la revisione e nuovi addestramenti fino al 4 novembre 1966, quando si schierò di nuovo per prestare servizio nelle acque del sud-est asiatico. La Kitty Hawk è arrivata a Yokosuka, in Giappone, il 19 novembre per sostituire la Constellation come ammiraglia. In questo periodo la portaerei - già abituata alle celebrità come ospiti - intrattenne numerosi visitatori di spicco, tra cui William Randolph Hearst, Jr.; Bob Considine; Dr. Billy Graham; Nancy Sinatra e John Steinbeck. Rimase in Estremo Oriente sostenendo gli Stati Uniti nel sud-est asiatico fino a quando non partì da Subic Bay il 28 maggio 1968. La nave arrivò a San Diego il 19 giugno e una settimana dopo entrò nel cantiere navale di Long Beach per manutenzione. Tornata a San Diego il 25 agosto, la Kitty Hawk iniziò un rigoroso programma di addestramento per prepararla a future azioni.
Il 12 ottobre 1972 durante la guerra del Vietnam, la Kitty Hawk era in rotta verso la sua stazione nel Golfo del Tonchino quando scoppiò una rivolta di regata che coinvolse più di 200 marinai. Quasi 50 marinai rimasero feriti in questo incidente ampiamente pubblicizzato. Questo incidente portò a un'inchiesta del Congresso sulla disciplina nella US Navy.

### 1973-1977
Da gennaio a luglio 1973, la Kitty Hawk ha cambiato il porto base da San Diego a San Francisco. Kitty Hawk si trasferì nel bacino di carenaggio il 14 gennaio 1973 e iniziarono i lavori per convertire la nave da una nave d'attacco (CVA) a un vettore multi-missione (CV). La designazione "CV" indicava che la Kitty Hawk non era più strettamente un vettore di attacco, in quanto anche la guerra antisommergibile sarebbe stato un ruolo importante. La Kitty Hawk è diventata il primo vettore della flotta del Pacifico a portare la denominazione "CV" multiuso. La conversione consisteva nell'aggiungere 10 nuove stazioni di calibrazione per elicotteri, aggiungere sonar/sonobuoy e le apparecchiature associate e modificare gran parte delle procedure operative della nave. Uno dei principali cambiamenti di equipaggiamento/spazio nella conversione è stato l'aggiunta del Centro di classificazione e analisi antisommergibile (ASCAC) nell'area CIC. ASCAC ha lavorato in stretta collaborazione con l'aereo da guerra antisommergibile assegnato a bordo del Carrier Air Wing 11. Durante il periodo del cantiere, il dipartimento di ingegneria ha subito un cambiamento sostanziale nel suo impianto di propulsione. Il sistema di alimentazione Navy Standard Oil (a petrolio) è stato completamente convertito in Navy Distillate Fuel (a benzina). Il dipartimento aereo ha aggiunto alcune importanti modifiche al ponte di volo, tra cui l'ampliamento dei deflettori jet blast (JBD) e l'installazione di catapulte più potenti al fine di gestire il nuovo Grumman F-14 Tomcat, che la Kitty Hawk era in attesa di ricevere per il suo successivo schieramento. L'ampliamento del JBD n. 1 implicava la riprogettazione dell'ascensore per aeromobili n. 1, rendendo la Kitty Hawk l'unico vettore al momento dotato di un ascensore per aeromobili che seguiva il ponte dell'hangar verso il ponte di volo inclinandosi di 6°. La Kitty Hawk si trasferì dal bacino di carenaggio il 28 aprile 1973 e il giorno successivo, in occasione del suo dodicesimo compleanno, fu nominata portaerei multiuso (CV). 

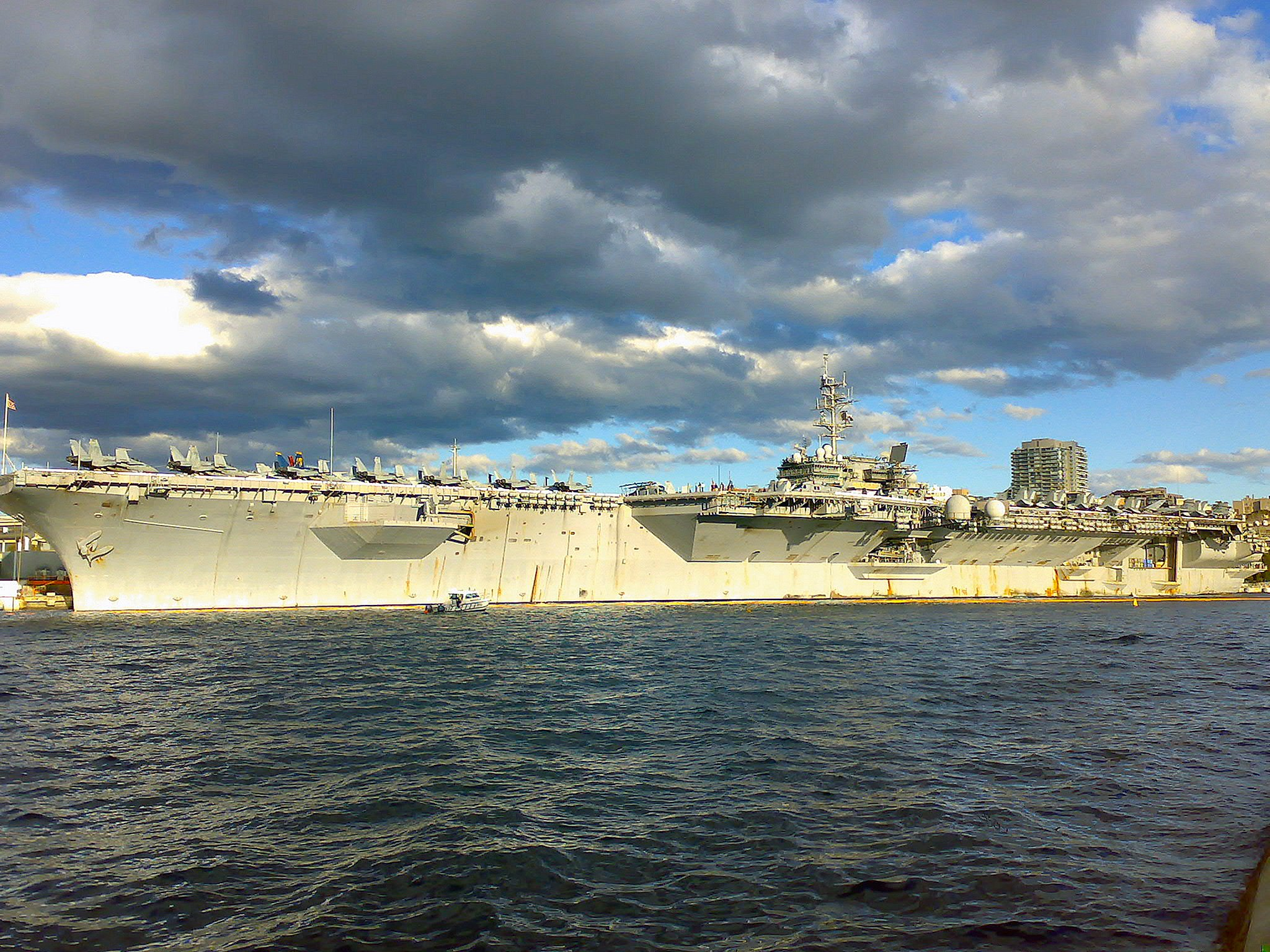
Vista della Kitty Hawk dai Royal Botanic Gardens, Sydney

Dopo tanti aggiornamenti e modifiche ai sistemi della Kitty Hawk, la nave è partita da Hunters Point (cantieri navali della marina a San Francisco) per iniziare gli esercizi di addestramento e successivamente ha fatto una breve sosta di tre giorni a Pearl Harbor, per poi partire per il Mar Cinese Meridionale. Tuttavia, l'11 dicembre 1973, mentre era in viaggio, durante la manutenzione ordinaria dei sistemi a olio combustibile della nave, una guarnizione della flangia dei tubi di trasferimento del carburante di JP5 che attraversavano la sala macchine numero 1 si guastò. Il carburante per jet fu spruzzato, atomizzato e incendiato e la nave andò a fuoco per quasi 38 ore. A causa delle enormi quantità di denso fumo nero, all'equipaggio fu ordinato di salire sul ponte di volo fino a quando il fuoco non fosse controllato e il fumo eliminato. Poiché due e poi tre dei quattro sistemi di propulsione della nave dovevano essere spenti durante l'incendio, la Kitty Hawk si trovò inclinata di circa 7 gradi a sinistra e di conseguenza molti dei velivoli furono spostati a dritta nel tentativo di bilanciare la nave fino a che il fuoco fu posto sotto controllo e vennero ripristinati i due sistemi di propulsione. La Kitty Hawk si diresse quindi verso le Filippine dove rimase fino a quando non fu possibile valutare il danno alla nave e poter effettuare le riparazioni, ma ci sarebbero stati tre giorni di attesa prima di raggiungere il porto. Sei marinai arruolati morirono nell'incendio: FR Michael Deverich, FR Linn Schambers, FR Kevin Johnson, FA Alan Champine, Samuel Cardenas e FA Joseph Tulipana. Trentaquattro marinai furono portati in ospedale a causa dell'inalazione di fumo e di diverse lesioni minori.
A seguito della morte dei sei membri dell'equipaggio, il 10 gennaio 1974 fu ordinata un'inchiesta dal contrammiraglio Donald C. Davis, comandante del Carrier Group 1 e ufficiale anziano a bordo della Kitty Hawk che aveva designato la nave come ammiraglia. Sebbene le prime notizie diano la colpa a uno dei sei uomini che morirono nel tragico incendio, al termine delle indagini presentate dal Dipartimento della Marina non ci fu una chiara spiegazione al fatto. La relazione investigativa del 10 gennaio 1974, sezione 3, paragrafo 3 affermava che "La sostituzione della guarnizione difettosa nell'assieme della copertura del filtro dall'apprendista pompiere Kevin W. Johnson (deceduto) rifletteva, nelle parole del funzionario incaricato delle indagini, una cattiva valutazione e un'insondata pratica di manutenzione ". Inoltre "l'apprendista pompiere Johnson è stato quindi negligente nell'esercizio delle sue funzioni." Tuttavia, in consonanza con il funzionario incaricato delle indagini, si esprime l'opinione che, date le circostanze, le carenze di manutenzione qui menzionate costituiscono una negligenza semplice, anziché colpevole".
Alla luce degli sforzi compiuti da tutti e sei i membri del personale della Marina, FA Cardenas, Champine e Tulipana, e FR Deverich, Schambers e Johnson assegnati alla sala macchine l'11 dicembre 1973, che morirono tutti durante i tentativi di soppressione del fuoco, "È stato determinato dal punto di vista amministrativo a ciascuno di loro è stata assegnata postuma la medaglia della Marina e del Corpo dei Marines per la loro eroica devozione al dovere di combattere il fuoco che è oggetto di questo rapporto investigativo".
La Kitty Hawk rimase impegnato durante la metà degli anni 1970 con numerosi dispiegamenti nel Pacifico occidentale e coinvolgimento in numerosi esercizi, tra cui il RIMPAC nel 1973 e nel 1975. La Kitty Hawk lasciò San Diego l'8 marzo 1976 e il 12 marzo entrò nel bacino di carenaggio dei cantieri navali dello stretto di Puget, a Bremerton, nello stato di Washington, dove inizierà una complessa revisione da 100 milioni di dollari, che durerà poco più di 12 mesi. Questa revisione riconfigurò la Kitty Hawk per operare con gli aerei F-14 e S-3A "Viking". Ciò includeva l'aggiunta di spazi per lo stoccaggio, la gestione degli ordigni e nuove strutture di manutenzione per i velivoli. Venne anche sostituito il sistema missilistico terra-aria Terrier con il sistema NATO Sea Sparrow. La Kitty Hawk completò la revisione nel marzo 1977 e lasciò il cantiere il 1 ° aprile dello stesso anno per tornare a San Diego. Dopo sei mesi di preparazione preliminare, la Kitty Hawk lasciò la NAS North Island il 25 ottobre 1977 per un altro schieramento nell'Oceano Pacifico occidentale che durò fino al 15 maggio 1978.

### 1979-1998
Nel maggio 1979, lla nave imbarcò Carrier Air Wing 15 (CVW-15) per un altro dispiegamento nel Pacifico occidentale. Le sue funzioni includevano operazioni di ricerca e assistenza per aiutare i rifugiati in piccole imbarcazioni in fuga dalla Repubblica socialista del Vietnam.
Durante tale dispiegamento, la Kitty Hawk offrì anche supporto di emergenza al largo delle coste della Corea a seguito dell'assassinio del presidente della Repubblica di Corea Park Chung Hee. Lo spiegamento è stato quindi prolungato di due mesi e mezzo per sostenere le operazioni di emergenza nel Mare Arabico settentrionale durante la crisi degli ostaggi in Iran. Per le loro azioni nella regione, la Kitty Hawk e il CVW-15 sono stati insigniti della Navy Expeditionary Medal.
Nell'aprile del 1981, la Kitty Hawk lasciò San Diego per il suo tredicesimo dispiegamento nel Pacifico occidentale. Dopo la missione, l'equipaggio è stato insignito della Navy Expeditionary Medal e della Humanitarian Service Medal per il salvataggio dei rifugiati vietnamiti nel Mar Cinese Meridionale.
Nel gennaio 1982, la Kitty Hawk tornò a Bremerton per un altro anno di revisione. Dopo l'upgrade completo e un vigoroso periodo di addestramento con il Carrier Air Wing 2, la Kitty Hawk si schierò nel 1984 come nave ammiraglia del Battle Group Bravo. La Kitty Hawk registrò oltre 62 000 mi (100 000 km) percorse durante questo dispiegamento, rimanendo alla "Stazione Gonzo" nel nord del Mar Arabico per più di 60 giorni consecutivi.
Nel marzo 1984, la Kitty Hawk partecipò alle esercitazioni "Team Spirit" nel Mar del Giappone. Il 21 marzo 1984, il sottomarino d'attacco nucleare sovietico di classe Victor K-314, durante un esercizio nel Mar del Giappone, doveva emergere e simulare un lancio di siluri; il K-314 però a causa di un errore di calcolo emerse direttamente di fronte a Kitty Hawk. Erano le 22:05, troppo buio e troppo vicino perché la Kitty Hawk potesse vedere ed evitare la collisione. Entrambe le imbarcazioni tentarono un'ultima manovra per evitare l'impatto, ma queste non ebbero successo. Al momento dell'incidente, si stima che la Kitty Hawk trasportasse diverse dozzine di armi nucleari e il K-314 probabilmente trasportasse due siluri nucleari.
La Kitty Hawk andò successivamente alla base navale americana a Subic Bay nelle Filippine per le riparazioni. Un pezzo di una delle eliche di K-314 era ancora incastrato nello scafo della portaerei quando questa raggiunse il porto.
La nave tornò a San Diego il 1º agosto 1984. Sette mesi dopo la Kitty Hawk ricevette un altro premio, il "Battle Efficiency".
Nel luglio 1985,la Kitty Hawk con imbarcato il CVW-9 si schierò nuovamente come nave ammiraglia del Battle Group Bravo. La Kitty Hawk e il CVW-9 stabilirono uno standard per le operazioni, completando il loro secondo dispiegamento consecutiva senza fatalità.
La Kitty Hawk salpò da San Diego il 3 gennaio 1987, e partì per una crociera mondiale di sei mesi. Durante la circumnavigazione, la Kitty Hawk e il CVW-9 mostrarono nuovamente il loro impegno per la sicurezza conducendo un terzo dispiegamento privo di incidenti. La Kitty Hawk ha trascorso 106 giorni consecutivi in azione nell'Oceano Indiano ed è stato nuovamente insignita della Navy Expeditionary Medal e della Meritorious Unit Encomation per il suo servizio. La crociera mondiale si è conclusa al cantiere navale di Filadelfia il 3 luglio. Sei mesi dopo, la Kitty Hawk iniziò una revisione facente parte del Programma di estensione della vita di servizio (SLEP). La Kitty Hawk usci dai cantieri il 2 agosto 1990. Si stima che la revisione abbia aggiunto ulteriori 20 anni di servizio alla nave.
Con il ritorno di CVW-15 sui suoi ponti, la Kitty Hawk iniziò il suo secondo spiegamento intorno a Capo Horn, nel Sud America, partendo dal suo porto di origine di San Diego l'11 dicembre 1991 ed eseguendo l'esercitazione "Gringo-Gaucho" con l'Argentina Naval Aviation durante il transito.
Il 1º agosto 1992, la Kitty Hawk è stata nominata "portaerei pronta all'uso" della Naval Air Force Pacific. La nave imbarcò il comandante, vari aeromobili e seguì tre mesi di esercitazioni prima di schierarsi nel Pacifico occidentale il 3 novembre 1992. Durante lo spiegamento, la Kitty Hawk trascorse nove giorni al largo delle coste della Somalia sostenendo i marine statunitensi e le forze della coalizione coinvolte nell'operazione Restore Hope. In risposta alle crescenti violazioni irachene delle sanzioni delle Nazioni Unite, la nave si precipitò nel Golfo Persico il 27 dicembre 1992.
La Kitty Hawk salpò per il suo 17° dispiegamento il 24 giugno 1994, con l'obiettivo di fornire un'influenza stabilizzatrice operando nel Pacifico occidentale durante un periodo di grande tensione in Estremo Oriente, in particolare per quanto riguardava la Corea del Nord.
Nel 1995, Kitty Hawk ha intrapreso la transizione verso il CVW-11, segnando il passaggio a un singolo squadrone F-14 e 3 squadroni F/A-18.
La Kitty Hawk iniziò il suo 18º schieramento, questa volta con il CVW-11, nell'ottobre 1996. Durante i sei mesi in corso, la nave visitò i porti nel Golfo Persico e nel Pacifico occidentale. La portaerei fece una rara visita a Hobart, in Tasmania, oltre ad essere solo la seconda portaerei a fermarsi a Manama, in Bahrain. La Kitty Hawk è tornata a San Diego l'11 aprile 1997, iniziando immediatamente una revisione di 15 mesi e 110 milioni di dollari, inclusi tre mesi in bacino di carenaggio a Bremerton, da gennaio a marzo 1998.

### 1998-2008

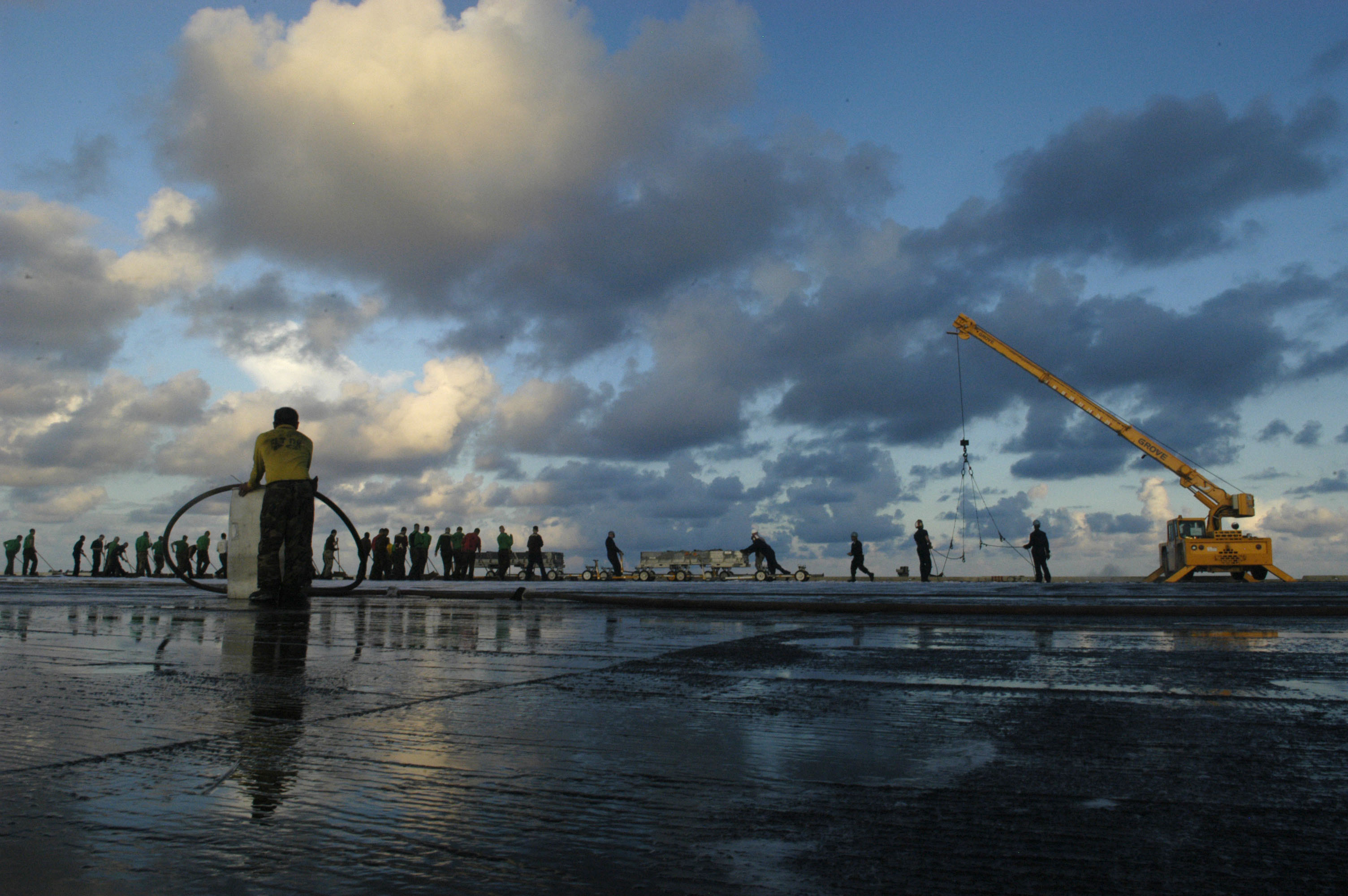
Un sottufficiale della marina sorveglia i marinai che effettuano una pulizia del ponte di volo a bordo della Kitty Hawk nell'agosto 2005.

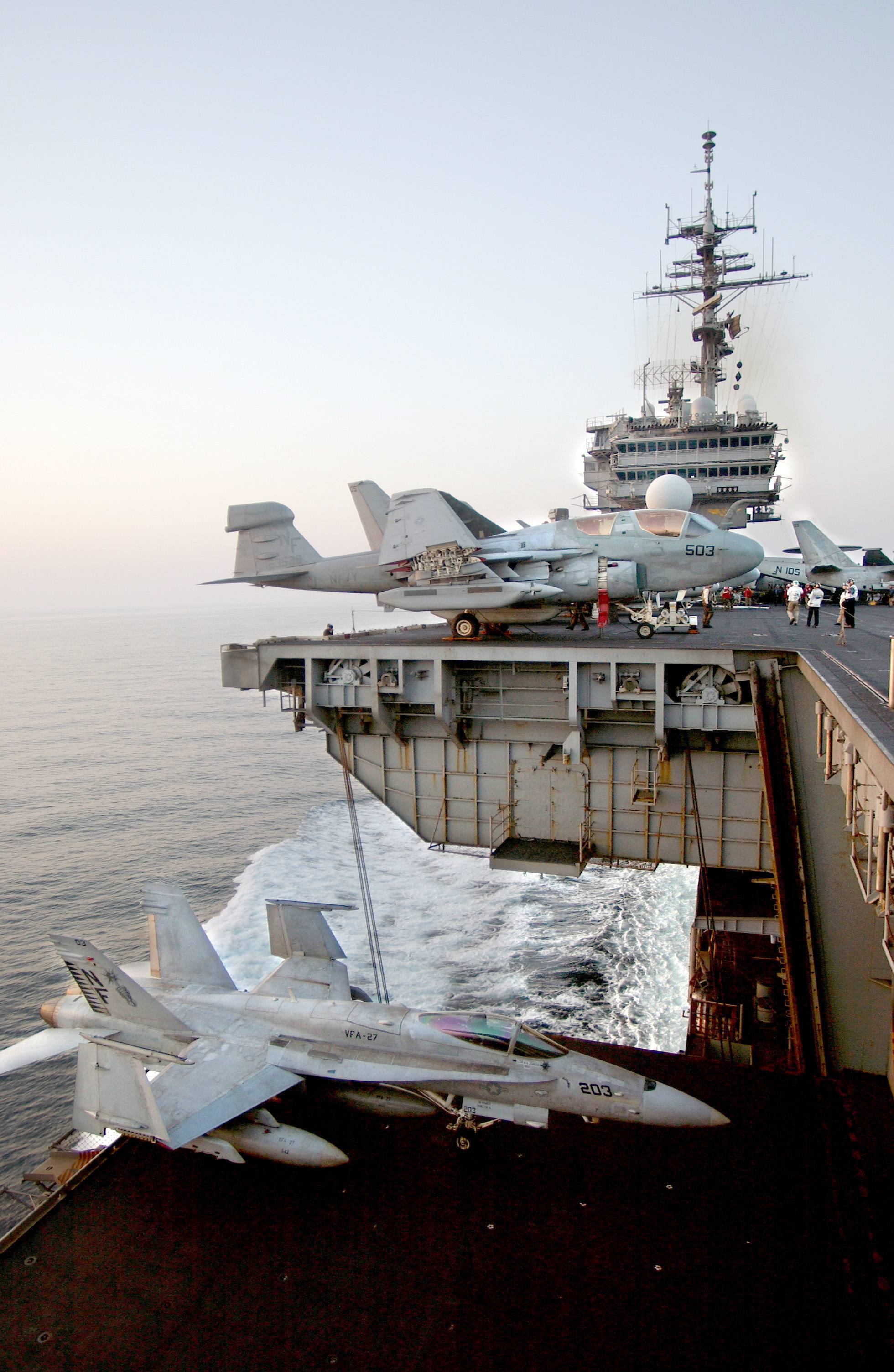
Un F/A-18C sull'ascensore anteriore a bordo della Kitty Hawk

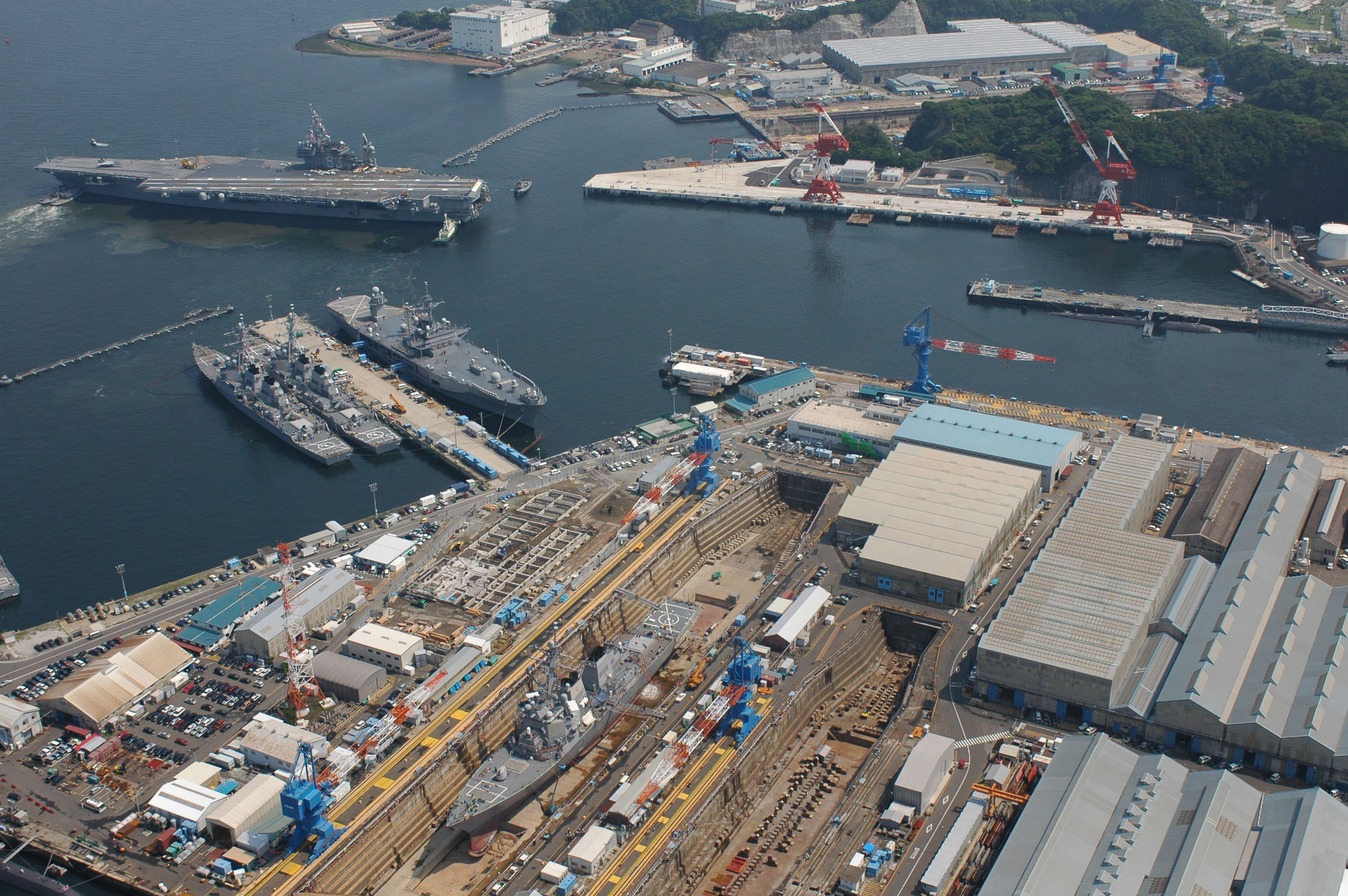
La Kitty Hawk attracca alla base della marina americana a Yokosuka, in Giappone.

Con il decommissionamento della Independence il 30 settembre 1998, la Kitty Hawk divenne la seconda nave da guerra attiva più vecchia della Marina degli Stati Uniti.
La Kitty Hawk salpò il 2 marzo 1999 per un periodo programmato di tre mesi, che includeva l'esercitazione "Tandem Thrust" al largo di Guam. A seguito dell'esercizio, la squadra della Kitty Hawk/ CVW-5 è stata ordinata nel Golfo Persico per imporre la No-Fly Zone sull'Iraq meridionale. I piloti CVW-5 hanno eseguito più di 8.800 sortite in 116 giorni, di cui 1.300 sortite da combattimento, facendo cadere più di 20 tonnellate di ordigni. Durante il viaggio di ritorno in Giappone, Kitty Hawk ha effettuato visite portuali a Perth, nell'Australia occidentale e a Pattaya, in Thailandia. La Kitty Hawk è tornata a Yokosuka il 25 agosto 1999. Era di nuovo in viaggio nel Mar del Giappone il 22 ottobre per partecipare agli Esercizi Foal Eagle e AnnualEx 11G.
L'11 aprile 2000, la Kitty Hawk lasciò Yokosuka, in Giappone, per operazioni di routine nell'area locale e per partecipare all'esercizio Cobra Gold con le marine di Singapore e della Thailandia. La Kitty Hawk ha partecipato all'Esercizio Foal Eagle nell'autunno 2000. Il 22 marzo, la Kitty Hawk divenne la prima portaerei a ormeggiare sul molo di Singapore, mentre la nave visitava il nuovissimo molo di Changi, situato presso la base navale di Changi della Marina della Repubblica di Singapore. Il 29 aprile, poco dopo una visita a Guam, la Kitty Hawk celebrò 40 anni di servizio attivo mentre la nave e l'equipaggio navigavano verso sud per partecipare all'esercizio Tandem Thrust 2001 con la marina australiana e canadese. La nave tornò a Yokosuka l'11 giugno 2001.
Il 17 ottobre 2000, e ancora il 9 novembre 2000, la Kitty Hawk fu sorvolata da un gruppo di aerei da guerra russi nel Mar del Giappone, che procedette a fotografare la reazione sul ponte. Il generale Anatoly Kornukov, allora comandante in capo dell'aviazione russa, ha dichiarato che "gli aerei da guerra russi sono riusciti a eludere il sistema antiaereo di difesa della Kitty Hawk e che sul ponte si può vedere chiaramente l'equipaggio nel panico'"
Nell'ottobre 2001, la Kitty Hawk si dispiegò nel Mare del Nord Arabo per l'inizio dell'Operazione Enduring Freedom. La nave servì come base per il 160º reggimento di operazioni speciali, con un Air Wing ridotto.
Nell'aprile 2002, la Kitty Hawk era in crociera per le esercitazioni primaverili programmate. Insieme a una visita al porto dii Guam, la crociera primaverile in corso la portò a Singapore e Hong Kong, dove l'equipaggio ha celebrato 41º compleanno della Kitty Hawk. Nell'autunno del 2002, la Kitty Hawk si stava esercitando nel Pacifico occidentale, dove la nave e il suo gruppo di battaglia si sono combinati con le unità dell'aeronautica americana e gli elementi della forza di autodifesa marittima giapponese per condurre l'Executive 14G nelle acque circostanti il Giappone. Più tardi, la nave e il suo equipaggio fecero una visita al porto di Hong Kong.
L'11 settembre 2002, a tutte le navi della US Navy fu ordinato di issare il First Navy Jack. 

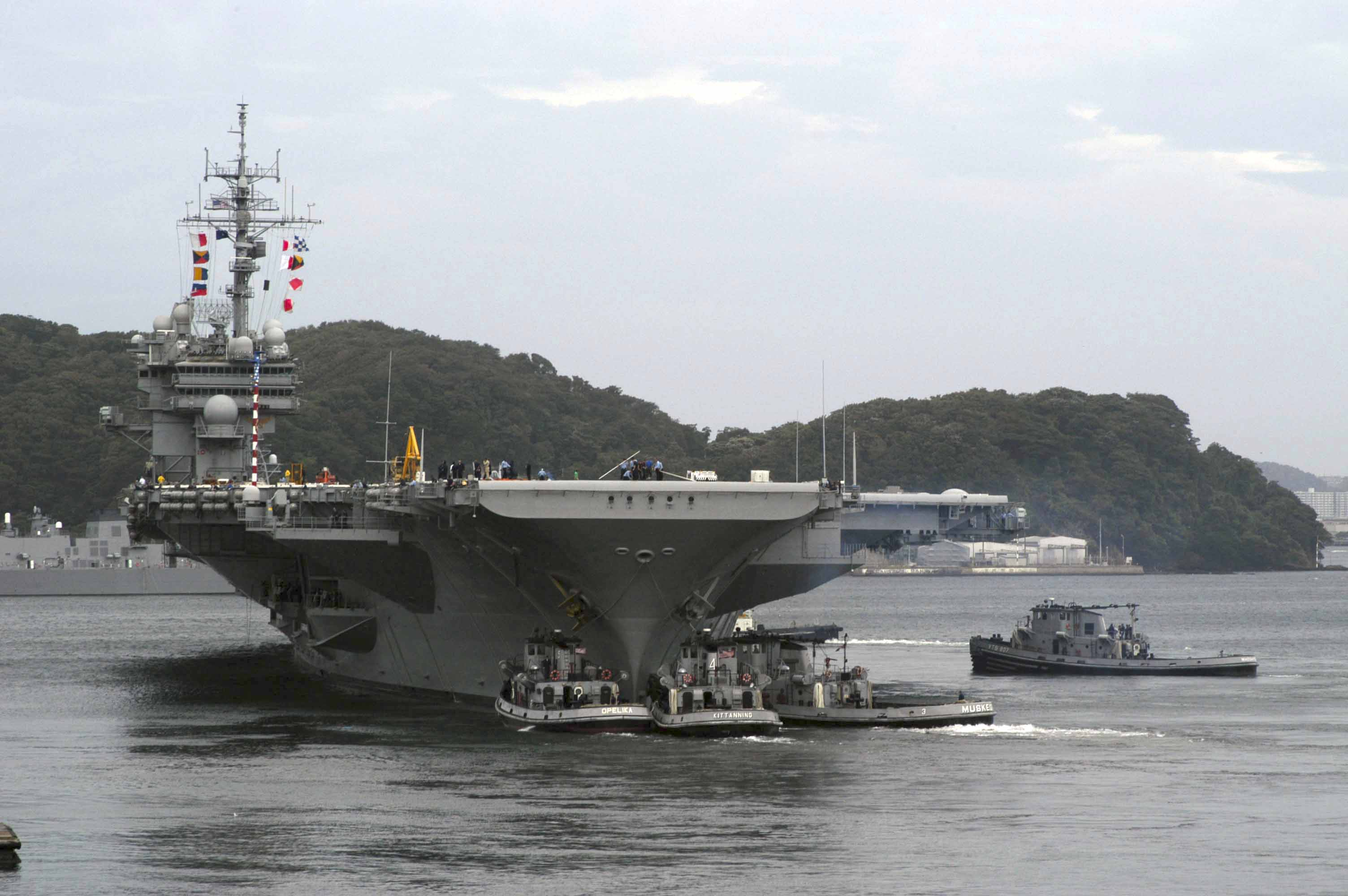
Kitty Hawk viene manovrata in acqua dopo il completamento del suo periodo di manutenzione di cinque mesi nel 2003.

La nave partì di nuovo da Yokosuka il 23 gennaio 2003 per una missione di addestramento di routine, ma poco tempo dopo, furono ricevuti ordini di transito nell'area del comando centrale degli Stati Uniti per sostenere la guerra globale al terrorismo e prepararsi per il contingenze future. La Kitty Hawk fu presto coinvolta nella Operations Southern Watch e Iraqi Freedom nel nord del Golfo Persico. Sebbene la missione fosse inizialmente pensata per essere breve, la nave finì per servire 110 giorni continui in mare. La Kitty Hawk tornò a Yokosuka il 6 maggio 2003, entrando immediatamente per un lungo periodo nel bacino di carenaggio o in disponibilità limitata della nave (DSRA), che durò fino a ottobre di quell'anno.
Il 3 luglio 2005, la Kitty Hawk è arrivata a Sydney, in Australia, per un congedo a terra. Più tardi, durante la stessa crociera, la Kitty Hawk fece una visita la porto di Guam per quattro giorni. Nel novembre 2005, la Kitty Hawk si è ancorata a Hong Kong ed era lì per il Ringraziamento. Nel giugno 2005, dopo un periodo di sei mesi di disponibilità limitata della nave (SRA), la Kitty Hawk è nuovamente partita ed è stata fotografata da un ricognitore russo Il-38. Nell'agosto 2006, la nave arrivò a Fremantle, in Australia, per un congedo a terra. Nel settembre 2006, la Kitty Hawk ha effettuato l'ultimo scalo del suo schieramento estivo a Pattaya, in Thailandia, dopo di che è tornata al suo porto di Yokosuka.
Il 5 luglio 2007, la Kitty Hawk è arrivata a Sydney, in Australia, per sei giorni di congedo a terra dopo aver partecipato all'esercizio di Talisman Sabre.
Il 21 settembre 2007, la Kitty Hawk è arrivata a Yokosuka, in Giappone, dopo uno spiegamento estivo di quattro mesi.
La Kitty Hawk è stata dispiegata al largo delle coste cinesi insieme ad altre due navi durante le elezioni di Taiwan del 20 marzo 2008. Dopo le elezioni, è entrata a Hong Kong per l'ultima volta.
Il 28 maggio 2008, la Kitty Hawk ha lasciato il Giappone per l'ultima volta, per essere sostituita dalla USS George Washington.

### Ritiro dal servizio

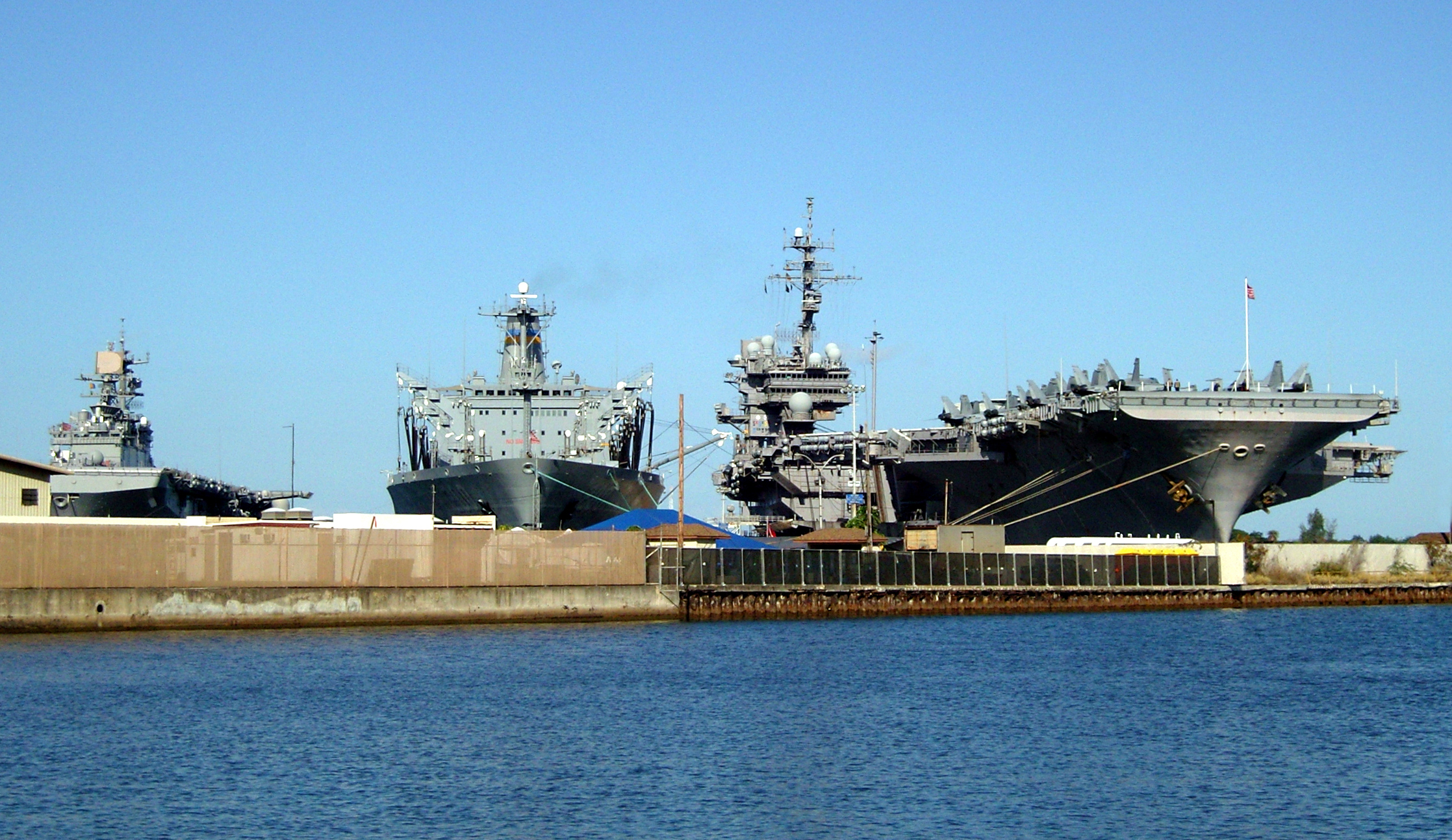
La Kitty Hawk nel porto di Pearl Harbor dopo aver partecipato agli esercizi RIMPAC al posto della danneggiata George Washington.

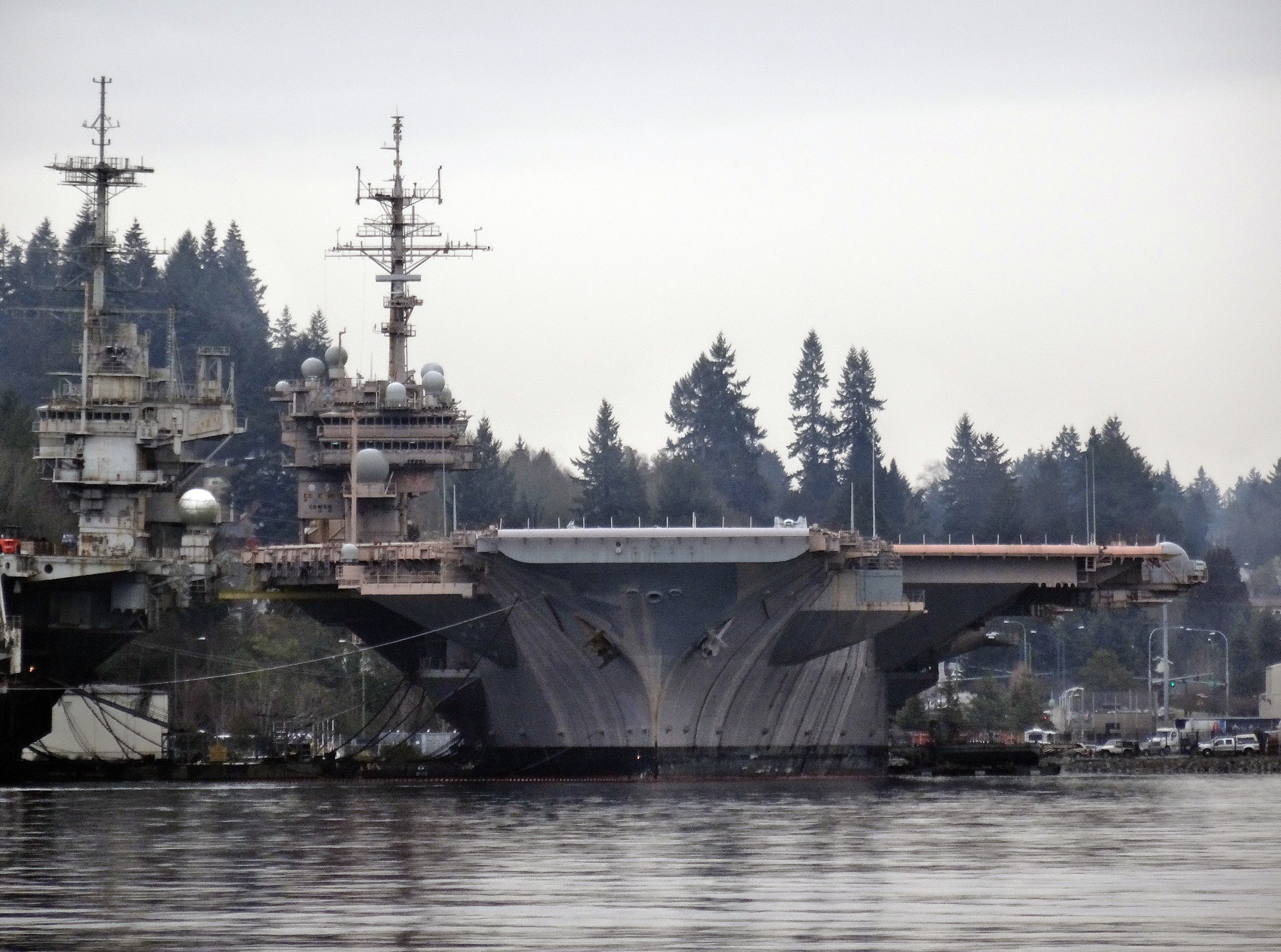
L'ex USS Kitty Hawk attende il suo destino al PSNS

Il 1º dicembre 2005, la Marina degli Stati Uniti ha annunciato che la USS George Washington avrebbe sostituito la Kitty Hawk nel 2008 come portaerei schierata in Giappone.
La Kitty Hawk ha lasciato Yokosuka il 28 maggio 2008 per iniziare il processo di disattivazione. Tuttavia, il 22 maggio, un incendio ha gravemente danneggiato la George Washington, causando la necessità di riportare la nave a San Diego per le riparazioni. La Kitty Hawk ha quindi partecipato alla RIMPAC, vicino alle Hawaii, al posto della George Washington. Il turnover tra le due portaerei è stato posticipato e ha avuto luogo in agosto. Dopo il cambio, la Kitty Hawk è arrivata a Bremerton, Washington, a settembre ed è stata ritirata informalmente il 31 gennaio 2009. La Kitty Hawk, l'ultima portaerei a petrolio della USN, è stata ufficialmente ritirata 12 maggio 2009.
Nel 2017 è stata ufficialmente radiata dai registri della marina con destinazione al riciclaggio. È stata smantellata a Brownsville, Texas, a partire dal 31 maggio 2022.